# Angelus Apatrida
Angelus Apatrida är ett spanskt thrash metal-band startat runt år 2000, i Albacete. Bandet startades av två tidigare band som delade övningslokal för att starta ett projekt med de olika medlemmarnas influenser. Under år 2001 släppte bandet ett första demo, vid namn Lost in the Realms of Orchinodaemon som visade sig innehålla en stil riktad mot power metal. Sångaren Albeto Gayoso och trummisen Alberto Izquierdo lämnade bandet en kort tid efteråt.
Efter att trummisen Victor Varela hoppat in i bandet och Guillermo Izquierdo tagit rollen som gitarrist och sångare bestämde de sig för att byta stil, denna nya stil skulle vara riktad mot band som Anthrax, Overkill, Megadeth, Metallica och Pantera. Efter en lång konsertperiod släppte bandet, år 2003, en första EP vid namn "Unknown Human Being", ett demo som fick bandet att göra spelningar i andra länder som Peru, Chile, Colombia, Belgien och Polen, en av deras låtar kom dessutom med på samlingsplattan "Atlantida Vol. 23".
Bandet har hittills släppt sju plattor och har numera kontrakt med skivbolaget Century Media Records.

## Medlemmar
Nuvarande medlemmar
- Guillermo Izquierdo "Polako" – gitarr (2000– ), sång (2001– )
- David G. Álvarez – gitarr (2000– )
- José J. Izquierdo – basgitarr (2000– )
- Victor Varela – basgitarr (2000), trummor, bakgrundssång (2002– )

Tidigare medlemmar
- A.T. (Alberto Izquierdo) – trummor (2000–2001)
- Alberto Gayoso – sång (2000–2001)

Turnerande medlemmar
- Ekaitz Garmendia – gitarr (2014)
- Sebas Barcelo – trummor (2018)
- Adrián Perales – trummor (2018– )

## Diskografi
Demo
- Lost in the Realms of Orchinodaemon (2001)

Studioalbum
- Evil Unleashed (2006)
- Give 'Em War (2007)
- Clockwork (2010)
- The Call (2012)
- Hidden Evolution (2015)
- Cabaret de la Guillotine (2018)
- Angelus Apatrida (2021)

EP
- Unknown Human Being (2003)

Singlar
- "Sharpen the Guillotine" (2018)
- "Downfall of the Nation" (2018)
- "Farewell" (2018)
- "Martyrs of Chicago" (2019)

Samlingsalbum
- Evil Unleashed / Give 'Em War (2013)

Annat
- 3 Inches of Blood / Angelus Apatrida (delad 7" vinyl) (2012)
- Serpents on Parade (delad 7" vinyl: Dew-Scented / Angelus Apatrida) (2015)